# شهرستان چیوبی
شهرستان چیوبی (به لاتین: Qiubei County) یک شهرستان‌های جمهوری خلق چین در چین است که در ولایت خودمختار ونشان ژوانگ و میائو واقع شده‌است. شهرستان چیوبی ۴٬۹۹۷ کیلومتر مربع مساحت و ۴۵۰٬۰۰۰ نفر جمعیت دارد.